# Ruscaceae
Nella classificazione APG II quella delle Ruscaceae Spreng., 1826 era una famiglia di monocotiledoni dell'ordine delle Asparagales a cui appartenevano molti generi inclusi dal sistema Cronquist nelle Liliaceae o divisi in altre tre famiglie (Convallariaceae, Dracaenaceae e Nolinaceae).
La classificazione APG III e la APG IV non riconoscono questo taxon e assegnano i generi in precedenza ad esso attribuiti alla famiglia Asparagaceae (sottofamiglia Nolinoideae)

## Tassonomia
La famiglia Ruscaceae comprendeva i seguenti generi:
- Aspidistra
- Beaucarnea
- Calibanus
- Campylandra
- Comosperma
- Convallaria
- Danae
- Dasylirion
- Disporopsis
- Dracaena
- Eriospermum
- Heteropolygonatum
- Liriope
- Maianthemum
- Nolina
- Ophiopogon
- Peliosanthes
- Pleomele
- Polygonatum
- Prosartes
- Reineckea
- Rohdea
- Ruscus
- Sansevieria
- Semele
- Smilacina
- Speirantha
- Streptopus
- Theropogon
- Tricalistra
- Tupistra